# Aggar
Aggar: Passion, Betrayal, Terror – indyjski thriller, melodramat i musical wyreżyserowany w 2007 roku przez Ananta Mahadevana. W rolach głównych występują Tusshar Kapoor, Udita Goswami i Shreyas Talpade. Tematem filmu są tytułowe "obsesja, zdrada i strach".

## Opis fabuły
Dr Aditya Merchant (Shreyas Talpade) jest znanym psychiatrą. Poślubił Jhanvi (Udita Goswami), której życie z pozoru układa się idealnie. Jednak stosunki między małżonkami zaczynają się psuć. W szpitalu psychiatrycznym Aditya opiekuje się porywczym Aryanem (Tusshar Kapoor) odpowiedzialnym za zabicie swojej dziewczyny. Doktor coraz bardziej angażuje się w pomoc dla oskarżonego. Tymczasem między żoną lekarza a pacjentem dochodzi do romansu. Jhanvi zbyt późno przekonuje się, że dla Aryana związek ten stał się niebezpieczną obsesją, która może mieć prowadzić do tragedii.

## Obsada
- Tusshar Kapoor – Aryan Mehta
- Udita Goswami – Jhanvi A. Merchant
- Shreyas Talpade – Dr Aditya Merchant
- Vikas Kalantri – Mihir
- Nauheed Cyrusi – Ritu, asystentka Jhanvi
- Sophie Choudry – Nisha Raval, dziewczyna Aryana